# Fersius Kristóf
Fersius Kristóf (Bártfa, 16. század – 17. század?) protestáns lelkész.

## Élete
Bártfai származású; Sárospatakon tanult, azután Brugesben és 1586. május 16-ától Wittenbergben folytatta tanulmányait; innét Horváth Gergely meghivására, 1587. szeptember 6. szülővárosában a tanítói s lelkészi állását elfoglalta.

## Munkái
- Confessio de S. Coena. Vittebergae, 1587?